# 金鶴羽
金 鶴羽（きん かくう、1862年 - 1894年10月31日）は、李氏朝鮮末期の文臣。金弘集内閣で甲午改革を主導し、李埈鎔などが送った刺客によって暗殺された。

## 生涯
1894年8月15日（旧暦7月15日）に法務衙門協辦、同年8月19日（旧暦7月19日）、法務衙門大臣署理に任命された。1894年10月31日（旧暦10月3日）の夜8時頃に李埈鎔などが送った刺客田東錫と崔亨植によって暗殺された。

## 人物
1885年に2か月間、日本の電信局にて電信電話技術を学んだことがあり、日本語もうまく、指導に当たった加藤木重教は、一電信技士で終わるような人物ではないと感じたとのちに記している。